# Hakea strumosa
Hakea strumosa (лат.) — кустарник или дерево, вид рода Хакея (Hakea) семейства Протейные (Proteaceae). Эндемик округов Уитбелт, Большой Южный и Голдфилдс-Эсперанс в Западной Австралии. Густой очень колючий кустарник с изобилием мелких, тёмно-розовых или красных цветов, появляющихся с сентября по октябрь.

## Ботаническое описание

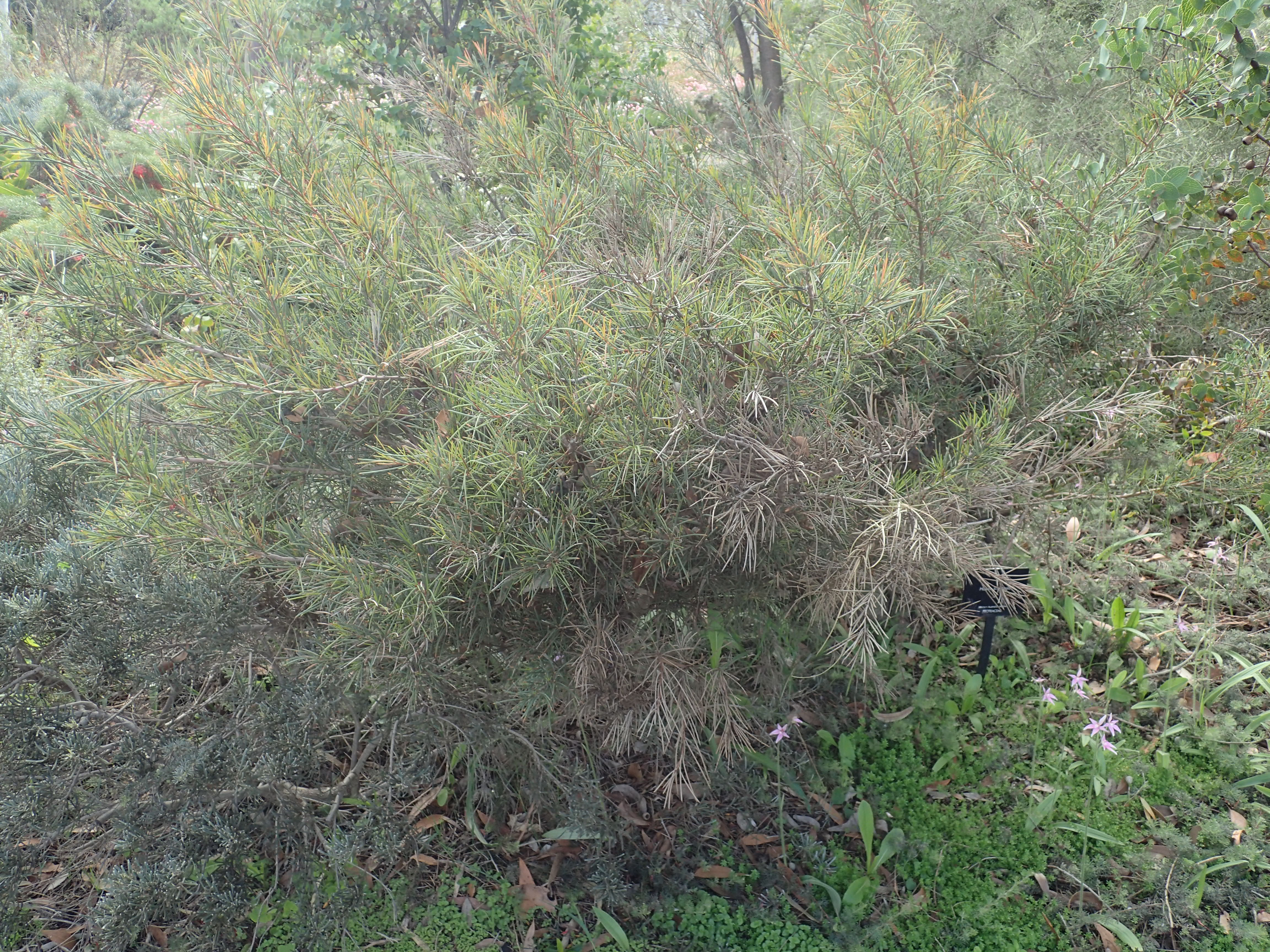
Общий вид Hakea strumosa

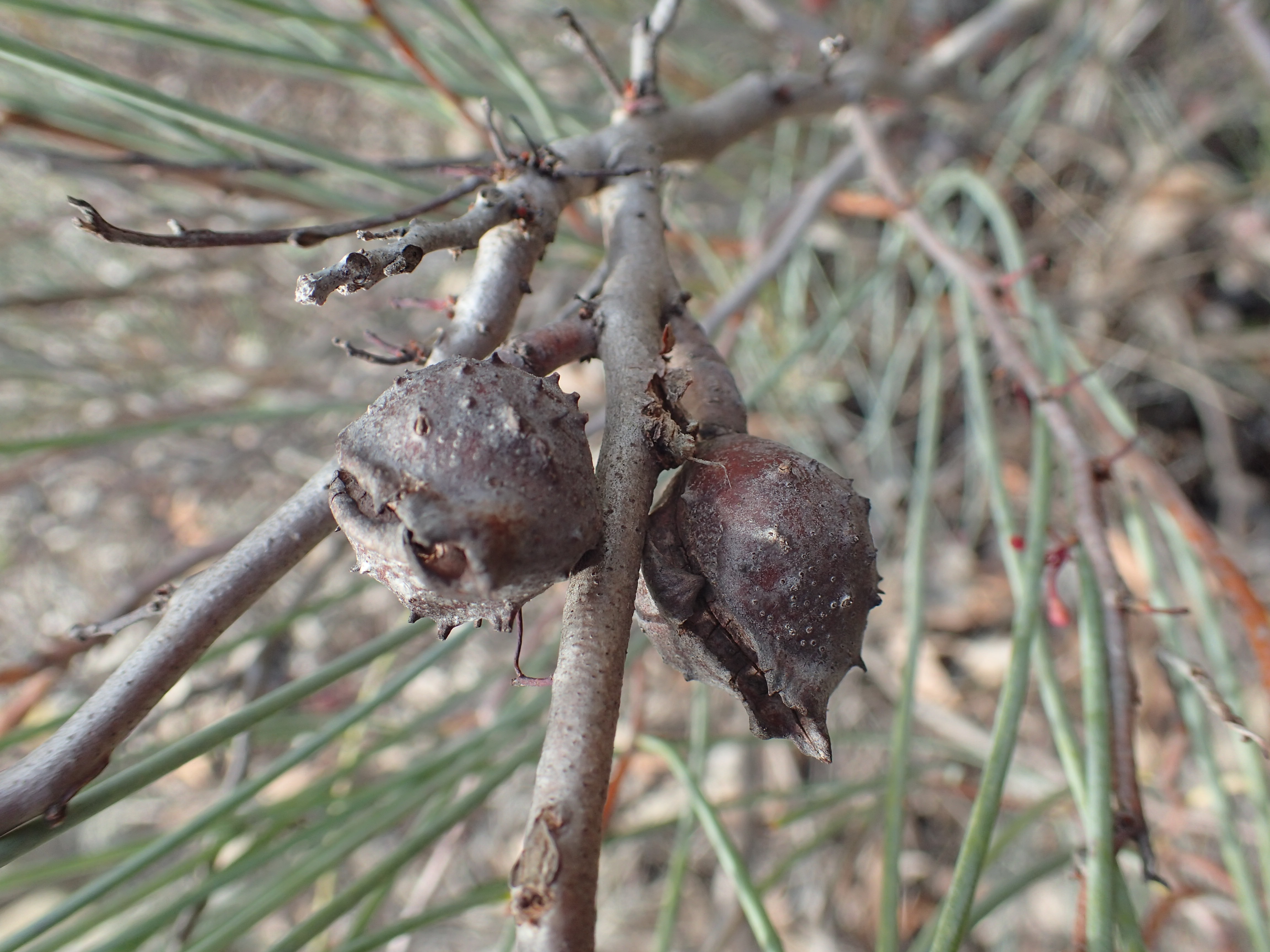
Плоды растения

Hakea strumosa — округлый густой кустарник, обычно растущий на высоту от 0,6 до 1,5 м и шириной 1-2 м. Ветви и молодые листья гладкие или имеют густые, уплощённые, ржавые шелковистые волоски. Листья жёсткие, игольчатые, длиной 2,5–11 см и шириной 1,3–1,8 мм, оканчивающиеся длинной острой точкой длиной 1–4,8 мм. Соцветие обычно состоит из 4, а иногда из 6-10 маленьких, тёмно-розовых или красных слабо душистых цветков в пазушных скоплениях вдоль вертикальных веточек. Отдельные цветки имеют перекрывающиеся прицветники длиной 0,7–2 мм и покрытые грубыми, грубыми волосками. Цветоножка длиной 2–3,5 мм и гладкая, пестик длиной 6,5–8 мм. Красный и жёлтый околоцветник имеет длину 3–4,2 мм, гладкий и покрытый голубовато-зелёной порошкообразной плёнкой. Крупные плоды гладкие с морщинами, грушевидные, длиной 3–6 см и шириной 2–3,5 см, оканчивающиеся двумя небольшими рогами длиной 2 мм. Цветение происходит с сентября по октябрь.

## Таксономия
Вид Hakea strumosa был описан швейцарским ботаником Карлом Мейсснером в 1855 году и это описание было опубликовано в Prodromus Systematis Naturalis Regni Vegetabilis. Видовой эпитет — латинского слова strumosus, относящемуся к толстому стеблю, поддерживающему плод.

## Распространение и местообитание
H. strumosa растёт в низине на песке, иногда над латеритом. Встречается от Таммина в центральном Уитбелте, простираясь на юг до залива Бремер и Эсперанса.

## Охранный статус
Вид Hakea strumosa классифицируется как «не угрожаемый» Департаментом парков и дикой природы правительства Западной Австралии.